# 黄安县 (西魏)
黄安县，中国古县名。
原名华阳县，西魏改黄安县，在今四川省剑阁县，治所不详。又置黄原郡。隋朝开皇初年，废黄原郡，属普安郡。唐朝时，先属始州，后属剑州、普安郡。唐朝末年，改名为普城县。